# Disney Channel (Ungheria)
Disney Channel è un canale televisivo ungherese di proprietà della Walt Disney Company e versione locale della rete statunitense omonima.
È disponibile in Ungheria. Tuttavia l'area di copertura del canale si estende anche in Repubblica Ceca e in Slovacchia, la cui versione locale presenta una traccia audio aggiuntiva in lingua ceca.

## Storia
Nel novembre del 2000 viene lanciato il canale Fox Kids. Il 18 aprile 2004, quest'ultimo lancia "Jetix" inizialmente come contenitore; poi come canale che rimpiazzò Fox Kids. Dall'11 agosto 2008 attiva una sezione della programmazione chiamata "Disney Stars" con cartoni come "Kim Possible", "Phineas e Ferb", "American Dragon: Jake Long" e serie televisive come "Hannah Montana" e "I maghi di Waverly".
Il 19 settembre 2009 Jetix viene sostituito da Disney Channel, raggiungendo la prima posizione tra le TV più seguite dai bambini.

## Palinsesto

### In onda
Fonte:
- A casa di Raven
- Anfibia
- Binny e il fantasma
- Bizaardvark
- Boy Girl Dog Cat Mouse Cheese
- Gabby Duran Alien Sitter
- Gatto contraffatto
- Ghostforce
- Harley in mezzo
- Hotel Transylvania - La serie
- I Greens in città
- Jessie
- K.C. Agente Segreto
- Lab Rats
- Le cronache di Evermoor
- Miraculous - Le storie di Ladybug e Chat Noir
- Once - Undici campioni
- Penny on M.A.R.S.
- Phineas e Ferb
- PJ Masks - Superpigiamini
- Rapunzel - La serie
- Sadie e Gilbert
- Summer Camp
- Sydney to the Max
- The Ghost and Molly McGee
- Violetta

### Non in onda
- 64 Zoo Lane
- Agente Speciale Oso
- American Dragon: Jake Long
- A.N.T. Farm - Accademia Nuovi Talenti
- Art Attack
- A scuola con l'imperatore
- A tutto ritmo
- Austin & Ally
- Avengers - I più potenti eroi della Terra
- Brandy & Mr. Whiskers
- Brian O'Brian
- Buona fortuna Charlie
- Coppia di re
- Dog with a Blog
- Dottoressa Peluche
- Due fantagenitori
- Fish Hooks - Vita da pesci
- Gravity Falls
- H20
- Hannah Montana
- Il Piccol'orso
- I'm in the Band
- I maghi di Waverly
- In giro per la giungla
- Jake & Blake
- Jake e i pirati dell'isola che non c'è
- Jimmy Jimmy
- Jonas L.A.
- K-9
- Kick Chiapposky: Aspirante Stuntman
- Kickin' It
- Kid vs. Kat - Mai dire gatto
- Kim Possible
- La casa di Topolino
- La mia babysitter è un vampiro
- Lazy Town
- Le nuove avventure di Winnie the Pooh
- Lilo & Stitch
- Little Einsteins
- Little Lulu Show
- Liv e Maddie
- Manny tuttofare
- Mako Mermaids
- Mermaid Melody Pichi Pichi Pitch
- Monster Buster Club
- Pecola
- Pokémon
- Ricreazione
- Sesamo apriti
- Sonny tra le stelle
- Sprouts Diner
- Stoked - Surfisti per caso
- Timon e Pumbaa
- The Owl
- The Replacements - Agenzia sostituzioni
- The Zhu Zhu Pets
- Topolino che risate!
- Ultimate Spider-Man
- Wander
- Winnie The Pooh: Tales Of Friendship
- Zack e Cody al Grand Hotel
- Zack e Cody sul ponte di comando
- Zeke e Luther

### Film

Logo dei Disney Channel Original Movie

Oltre per le serie televisive e i cartoni, il palinsesto di Disney Channel si contraddistingue anche per la visione di film. I titoli sono gli stessi della programmazione statunitense con doppiaggio in ungherese.